# 钟咏三
钟咏三（1938年11月—），男，安徽舒城人，中华人民共和国政治人物，曾任合肥市人民政府市长，国有重点大型企业监事会主席。